# Filippa av England
| Filippa, fönstermålning ovanför hennes grav i Vadstena på 1890-talet, utförd av Reinhold Callmander. Gravstenen till höger. |  | Filippa, fönstermålning ovanför hennes grav i Vadstena på 1890-talet, utförd av Reinhold Callmander. Gravstenen till höger. |
| Filippa, fönstermålning ovanför hennes grav i Vadstena på 1890-talet, utförd av Reinhold Callmander. Gravstenen till höger. |  | |

Filippa av England (engelska: Philippa), född 4 juni 1394, död 5 januari 1430, var engelsk prinsessa och drottning av Sverige, Danmark och Norge under Kalmarunionen, som maka till Erik av Pommern. 
Filippa var dotter till kung Henrik IV av England, och kom till Kalmarunionens Danmark 1406, i samband med giftermålet. Hon skötte regerandet av unionen i kung Eriks frånvaro augusti 1423–maj 1425 och förhandlade åren därefter med det svenska riksrådet om trupper inför kriget mot Hansan. 
Hon blev medsyster i Vadstena kloster som hon gärna besökte, och har i både samtida och senare källor fått ett gott eftermäle.

## Tidigt liv
Filippa var dotter till Henrik IV av England och Marie de Bohun. Henrik ville stärka sin ställning som kung då han erövrat tronen efter att ha störtat Rikard II, och han sökte därför förbindelser med andra kungahus. Sin äldsta dotter Blanka fick han bortgift med pfalzgreven Ludvig III, och efter att ha sänt några män till Norden för att undersöka de statsrättsliga förhållandena inom Kalmarunionen föreslog Henrik 1401 för regenten Margareta dels att hans dotter Filippa skulle gifta sig med den nordiske tronföljaren Erik, dels att hans son kronprins Henrik skulle gifta sig med Eriks syster Katarina. Margareta tilltalades av idén och skickade dansken Peder Lykke till England för att förhandla om saken.

### Giftermål
Från engelsk sida krävdes dock dels att om äktenskapet mellan Erik och Filippa blev barnlöst så skulle som tronföljare väljas ett barn till kronprinsen och Katarina, dels att Kalmarunionen skulle ingå i ett förbund med England riktat mot Frankrike. Detta kunde inte Margareta gå med på och äktenskapsplanerna gick om intet. Frågan om ett äktenskap mellan Erik och Filippa togs dock upp igen några år senare och en nordisk ambassad under ledning av Ture Bengtsson (Bielke) skickades till England för att medfölja Filippa på hennes resa till Norden. Resan tillbaka över Nordsjön förhindrades dock på grund av dåligt väder och vigselakten ägde rum per ombud i Westminster Abbey i november 1405. Den engelska prinsessan, då 12 år, avreste 11 augusti, landsteg i Danmark och paret gifte sig i ärkebiskopsborgen i Lund den 26 oktober 1406, där Filippa samtidigt kröntes till drottning i domkyrkan. Bröllopsfestligheterna ska ha varat i flera dagar och inkluderat torneringar och andra vapenlekar. Det finns inga uppgifter om Filippas utseende, men hennes far var känd för sitt vackra utseende, och hennes mor och systrar uppges ha varit blondiner.
Tack vare bevarade engelska räkenskapsförteckningar har med mer detaljerade uppgifter om vilka personer och föremål som ingick i hennes bröllopsfölje från England till Danmark, än vad man har om det hov och de ägodelar hon sedan fick under sitt liv i Norden. Enligt överenskommelse hade man avstått från en hemgift i pengar, men hon medförde en stor mängd dyrbara föremål, bland annat en paradvagn för kröningar, tre dyrbara sängar, silverföremål, ett fullt utrustat privatkapell, franska tapisserier, och en lång rad dyrbara klänningar: bland dessa fanns en klänning i vit satin brämad med hermelin och fodrad med vitt ekorrskinn och prydd med sammetsdetaljer, som hon bar vid vigseln.
Hennes följe innehöll 204 personer, bland dem Englands sändebud John Paraunt, kungens kammarherre Henry Norrey, biskopen av Bath, Kate Waterton, hovdamerna lady de Bromwych och lady Anne de Lyle samt åtta domicelles (hovfröknar eller tjänstepigor); sir Henry Fitz-Hugh av Ravenswater, sir Henry le Scrope och Richard Courtenay hade i uppdrag att sköta kvarvarande förhandlingar och hemgift, och hennes kusin hertig Richard av York. Nästan hela hennes följe tycks ha återvänt till England ganska snart efter bröllopet, men några dröjde en längre tid: den sista som gav sig av var hovdamen Anne de Lyle, som återvände till England i januari 1408. Filippas nordiska hovpersonal är bara fragmentariskt kända, så som hennes hovmästare riddare herr Jacob Urne af Areskov, Magnus Bengtson som var "präst och min fru drottnings kaplan", och hennes hovmästarinna Katarina Knutsdotter, dotterdotter till den heliga Birgitta.

## Drottning
Före drottning Margaretas död 1412 tycks Filippa ha spelat en obetydlig roll, men nämns någon gång i Eriks eller Margaretas närhet, men hennes betydelse steg gradvis efter Margaretas död. I första hand kom Filippa att vistas mest i Sverige. Enligt traditionen bodde paret i Kalmar under tre år efter bröllopet, men detta är inte bekräftat i samtida källor. En obekräftad uppgift nämner Filippa under Margaretas besök i Stockholm 1408, ch det är känt att Erik vid åtminstone ett tillfälle befann sig på annat håll, så det är möjligt att paret levde åtskilda de första åren på grund av Filippas ålder, något som under den här tiden var vanligt. 
Under denna tid var det normalt för ett kungligt hushåll att inte ha en fast bostad, utan ständigt flytta omkring för att personligen upprätthålla sina auktoritet i olika delar av riket, och både Erik och Filippa befann sig, särskilt efter Margaretas död nästan ständigt resande omkring med sitt hushåll mellan olika kungsgårdar, adelsgårdar, borgar och biskopsgårdar i Danmark och Sverige. Det är därför ofta svårt att fastställa var de befann sig, men det står klart att det var vanligt att de ofta levde på skilda håll: en sammanställning av var Filippa och Erik befann sig visar att de befann sig på samma ställe vid endast sex tillfällen mellan 1406 och 1430 (även om detta endast gäller de gånger det är känt var de befann sig något som inte alltid är dokumenterat). Deras basområde tycks ha varit Köpenhamn-Helsingborg, och de vistades ofta på Vordingborgs slott och Kalundborgs slott på Själland, dock sällan samtidigt.
Utöver att de tycks ha levt separerade under större delen av sitt äktenskap, resande på var sitt håll, finns det inte mycket information om deras äktenskap: Erik tycks ha känt politisk tillit till Filippa, som utförde de uppgifter han gav henne i enlighet med hans policy. Det är obekräftat om han inledde sin relation med frillan Cecilia före eller efter Filippas död. Filippa tycks inte ha varit gravid alls förrän under de sista åren av äktenskapet, då hon uppges ha fått ett missfall. 

### Politisk aktivitet
Filippa deltog aktivt i politiska angelägenheter och fick vid flera tillfällen politiska uppgifter av Erik. Erik utsåg senast i september 1416 sin kusin Bogislav IX av Pommern till tronarvinge om han skulle avlida barnlös, och tilldelade Filippa ställningen som regent och övervakare av trontillträdet om Bogislav fortfarande skulle vara omyndig vid Eriks död. I september 1416 utfärdade nämligen Erik frälsebrev där han begärde trohet mot både Bogislav och Filippa efter sin egen död, vilket innebar Filippas ställning som förmyndarregent. I juni 1420, när Bogislav var tretton år, stadfästes detta formellt i ett brev utfärdat av Erik och bekräftat med ett motbrev av Filippa. I samband med detta omorganiserades Filippas livgeding: ursprungligen hade denna legat utspridd i de tre rikena, men nu samlades denna i ett sammanhängande område i Sverige, vilket gav Filippa möjlighet att i egenskap av regent direktkontrollera ett svenskt område vid sidan av Danmark: bland annat Närke, Örebro, Arboga, Uppsala, Stockholm och Västerås med tillhörande län och slott, utöver hela Själland. Detta var områden som gav henne strategisk militär kontroll över Sverige och Danmark liksom över Sveriges och Finlands skatteuppbördsområde. I sitt motbrev accepterade Filippa det potentiella förmynderskapet över Bogislav och ställningen som regent över Kalmarunionen. Danska riksrådet godkände denna arvsföljd, men inte svenska riksrådet.  
Det blev vanligt för Filippa att ofta resa omkring i Sverige, medan Erik reste omkring i Danmark, och det etablerades en vana där Filippa agerade som Eriks representant i Sverige och sammanträdde med riksråden och avgjorde ärenden i hans ställe, vilket innebar att hon i praktiken fungerade som Eriks de facto ställföreträdande regent i Sverige. Medan Erik inte tycks ha besökt Sverige mellan 1421 och 1430, var Filippa i Sverige vid minst åtta tillfällen 1421–1429, ofta befann hon sig i Vadstena där firandet av Marie Bebådelse 25 mars varje år var en särskild högtid, och tycks ofta ha varit i Sverige över årsskiftet. Åtminstone efter år 1422 och framåt överlät Erik vanligen svenska ärenden åt henne. Biskop Thomas Simonsson av Strängnäs tycks ha fungerat som hennes kansler i Sverige.
Hon höll rådsmöte i Vadstena 1422, i Stockholm 1425, i Nyköping 1426. Under Eriks vallfärd till Jerusalem augusti 1423 – maj 1425 skötte drottning Filippa regeringsbestyren som ställföreträdande regent för alla tre rikena samtidigt. Att utse Filippa till regent var i själva verket inte alls en självklar sak i Norden, där riksråden hade kunnat regera under kungens frånvaro, och visar därför på Eriks förtroende för Filippa. Hon hade då flera gånger agerat de facto regent, men utförde nu samma uppgifter de jure eftersom Erik denna gång inte bara befann sig i ett annat av Kalmarunionens riken utan hade helt lämnat Norden. Under sin tid som regent sammankallade hon de nordiska riksråden 2 september 1424 till Helsingborg eller Köpenhamn, som resulterade i myntkonventionen 8 oktober 1424, vilket var en myntunion mellan Karlmarunionen och Hansan (den upphävdes 1426), och vars silvermynt, präglade bara i Lund, kallades "drottning Filippas søsling" (sex penningar). 20 oktober 1424 utfärdade hon en supplik där hon framgångsrikt bad påven att inte ingripa till förmån för Henrik IV av Holsteins begäran att upphäva skiljedomen i Ofen, vilket var en överenskommelse mellan Erik och Holstein. Det var Filippa som i makens namn förhandlade med det svenska riksrådet om svenska trupper inför kriget mot Hansan 1426 och 1427. När Hansans flotta hotade Köpenhamn 1428 fanns hon där för att repa mod hos försvararna.

### Vadstena
Filippa besökte gärna klostret i Vadstena under sina frekventa vistelser i Sverige. Vadstena tycks ha utgjort hennes bas i Sverige och hon bodde ofta i den kungsgård som låg i anslutning till Vadstena kloster när hon besökte Sverige. Det är okänt när hon gjorde det första gången, men det kan ha varit redan år 1407. Hon blev år 1415 medsyster, soror ab extra, i Vadstena. Hon engagerade sig särskilt för Vadstena, men också för birgittinorden i stort. Det finns indirekta referenser till att hon medverkade till projektet till att grunda birgittinklostret Syon Abbey. Hon ska ha engagerat sig i genomförandet av grundandet av det danska birgittinklostret Maribo 1416. Hon brevväxlade med påven om Vadstenas angelägenheter från 1419, och fick honom framgångsrikt att ändra på planerna att upphäva birgittinordens princip om könsblandade kloster. Hon invigde 1426 Sankt Annas kor i Vadstena. Filippa vårdades i Vadstena kloster under slutet av sitt liv, och hon begravdes i Sankt Annas kor i klosterkyrkan. 

### Död
Filippas hälsa anses ha försämrats under en barnsäng då hon kan ha fött kungaparets enda kända barn som avled inom kort. Det är okänt om detta var kungens son Erik, eller om denne likaledes tidigt avlidne pojke var son till den Cecilia med vilken kungen efter avsättningen ingick i en morganatisk förening.
Både i samtida och senare källor har Filippa fått ett gott eftermäle. 
Efter drottning Filippas död skänkte kung Erik 900 engelska nobler till Vadstena kloster för att bekosta ett prästkollegium. Pengarna användes istället i början av 1460-talet som ett lån från abbedissan Ingeborg till Kristian I för krig i Schleswig-Holstein.

## Eftermäle
Filippa står staty i Bivurparken i Köping skulpterad på 1900-talet av Signe Ehrenborg-Lorichs. Drottningen hade en del av sitt underhåll från detta område. 
Drottning Filippa har fått en gata, Filippavägen i stadsdelen Möllevången i norra Lund, uppkallad efter sig.